# Plateau des Tourbières
Le plateau des Tourbières est un plateau sur l'île Amsterdam, une île française de l'océan Indien relevant des Terres australes et antarctiques françaises.

## Géographie
Le plateau abrite les plus hauts sommets de l'île : le mont de la Dives (881 m), la Grande Marmite (742 m) et le mont Fernand (731 m).

## Faune
Le plateau est une zone importante pour la conservation des oiseaux, le lieu de nidification de l'Albatros d'Amsterdam, espèce endémique de l'île faisant partie de la liste des 100 espèces les plus menacées au monde établie par l'UICN en 2012.